# Galegos no Brasil
Os galegos no Brasil são os imigrantes galegos, e os seus descendentes, que se assentaram no Brasil. No ano 2016, eram 47 753 habitantes, concentrados principalmente nas cidades do Rio de Janeiro e São Paulo.
A imigração galega no Brasil foi um dos fluxos migratórios mais importantes da história do país, constituíram a maioria dos imigrantes espanhóis nesse país. Os galegos emigraram entre os séculos XIX e XX, fugindo da fome, a falta de trabalho, das pressões políticas e na procura de progresso social, sendo a segunda maior comunidade de galegos no estrangeiro, só por detrás da Argentina.
A América do Sul tem o maior número de descendentes de galegos fora da Espanha. Vários milhões de pessoas na América do Sul são descendentes de imigrantes galegos, a maioria na Argentina, Venezuela e o Brasil. No Brasil, especialmente no nordeste, a gente com uma compleição magra, de olhos azuis ou verdes e de pele clara são chamados galegos, mesmo sem ser descendentes reais, já que um grande número de galegos se assentou nessa região no começo do século XX.